# Badminton ai XVIII Giochi asiatici
Le gare di badminton ai XVIII Giochi asiatici si sono svolte all' Istora Gelora Bung Karno di Giacarta, in Indonesia, dal 19 al 28 agosto 2018.

## Nazioni partecipanti
Ai Giochi hanno partecipato 229 atleti provenienti da 19 nazioni differenti.
- Afghanistan (20)
- Arabia Saudita (2)
- Cina (20)
- Corea del Sud (20)
- Giappone (20)
- Hong Kong (20)
- India (20)
- Indonesia (20)
- Iran (2)
- Macao (4)
- Malaysia (14)
- Maldive (8)
- Mongolia (4)
- Nepal (8)
- Pakistan (8)
- Sri Lanka (6)
- Taipei cinese (20)
- Thailandia (20)
- Vietnam (6)

## Podi

### Uomini
| Evento  | Oro                                            | Argento                             | Bronzo                                     |
| Singolo | Jonatan Christie                               | Chou Tien-chen                      | Kenta Nishimoto Anthony Sinisuka Ginting   |
| Doppio  | Marcus Fernaldi Gideon Kevin Sanjaya Sukamuljo | Fajar Alfian Muhammad Rian Ardianto | Lee Jhe-huei Lee Yang Li Junhui Liu Yuchen |
| Squadre | Cina                                           | Indonesia                           | Taipei cinese Giappone                     |

### Donne
| Evento  | Oro                     | Argento                          | Bronzo                                                     |
| Singolo | Tai Tzu-ying            | P. V. Sindhu                     | Saina Nehwal Akane Yamaguchi                               |
| Doppio  | Chen Qingchen Jia Yifan | Misaki Matsutomo Ayaka Takahashi | Yuki Fukushima Sayaka Hirota Greysia Polii Apriyani Rahayu |
| Squadre | Giappone                | Cina                             | Indonesia Thailandia                                       |

### Misto
| Evento | Oro                       | Argento                     | Bronzo                                                 |
| Doppio | Zheng Siwei Huang Yaqiong | Tang Chun Man Tse Ying Suet | Tontowi Ahmad Liliyana Natsir Wang Yilü Huang Dongping |

## Medagliere
| #      | Nazione       | Oro | Argento | Bronzo | Totale |
| ------ | ------------- | --- | ------- | ------ | ------ |
| 1      | Cina          | 3   | 1       | 2      | 6      |
| 2      | Indonesia     | 2   | 2       | 4      | 8      |
| 3      | Giappone      | 1   | 1       | 4      | 6      |
| 4      | Taipei cinese | 1   | 1       | 2      | 4      |
| 5      | India         | 0   | 1       | 1      | 2      |
| 6      | Hong Kong     | 0   | 1       | 0      | 1      |
| 7      | Thailandia    | 0   | 0       | 1      | 1      |
| Totale | Totale        | 7   | 7       | 14     | 28     |